# コアやまくに

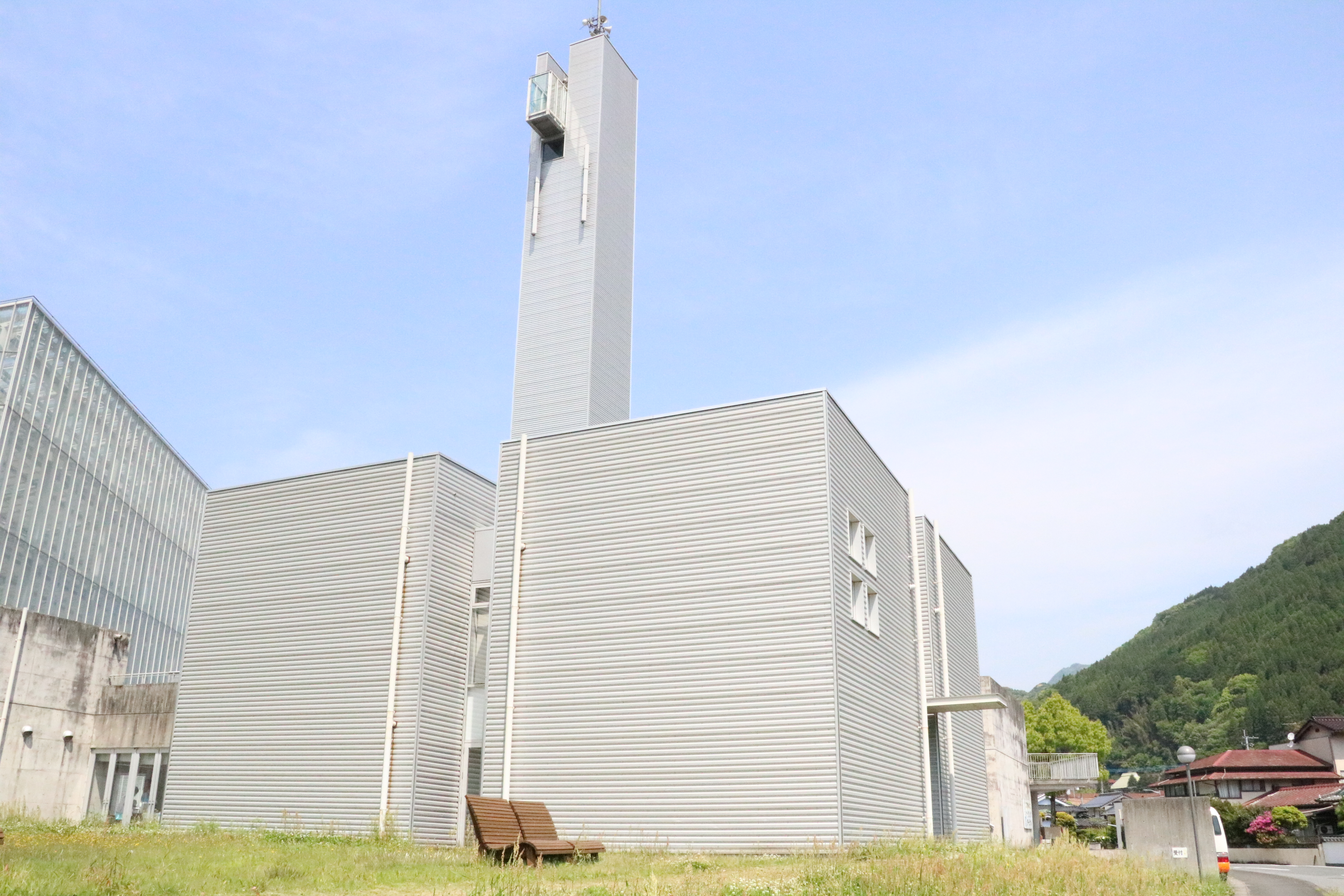
コアやまくに

コアやまくには、大分県中津市山国町守実にある複合文化施設である。条例が定める正式名称は「中津市複合文化施設コアやまくに」。2020年4月1日より、指定管理者コアやまくに管理運営グループ（代表企業リーフラス株式会社）が運営する。

## 概要
山国町役場（当時）を中心施設とする複合施設として、旧庁舎の近郊に1996年（平成8年）3月に完成し、同年4月26日開業。2005年（平成17年）3月1日に山国町が中津市に編入合併した後は、山国町役場は中津市役所山国支所となっている。
山国支所、図書館、カフェ、シアター等の各施設は、スケート場として用いられる池を取り囲むように配置され、中心に位置するガラス張りのアトリウム形式のタウンホールを介して連絡している。また、国道212号からも見える50mのコアの塔はコアやまくにのシンボルであり、施設2階の入口から登ることもできる。

## 建築概要

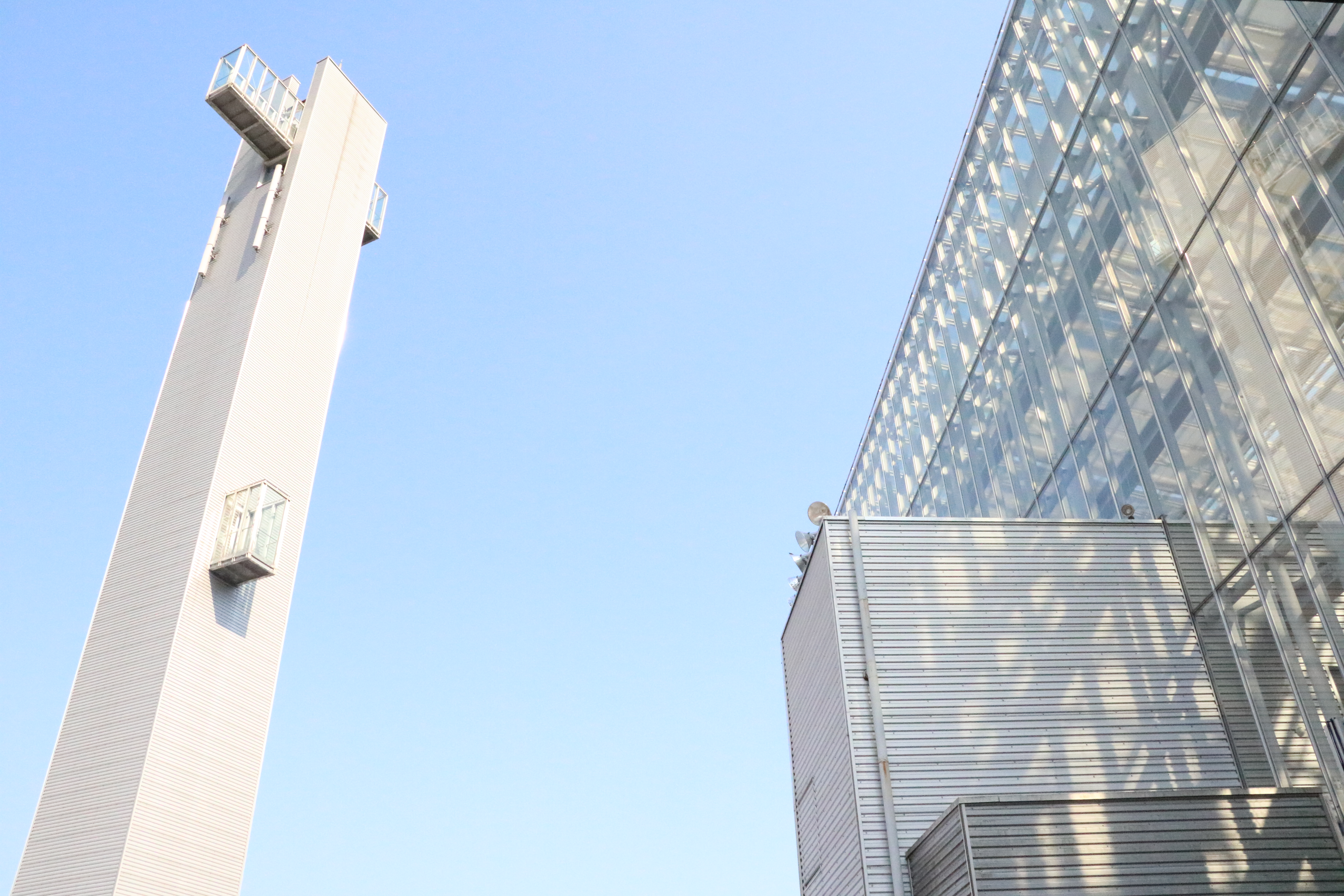
シンボルタワー

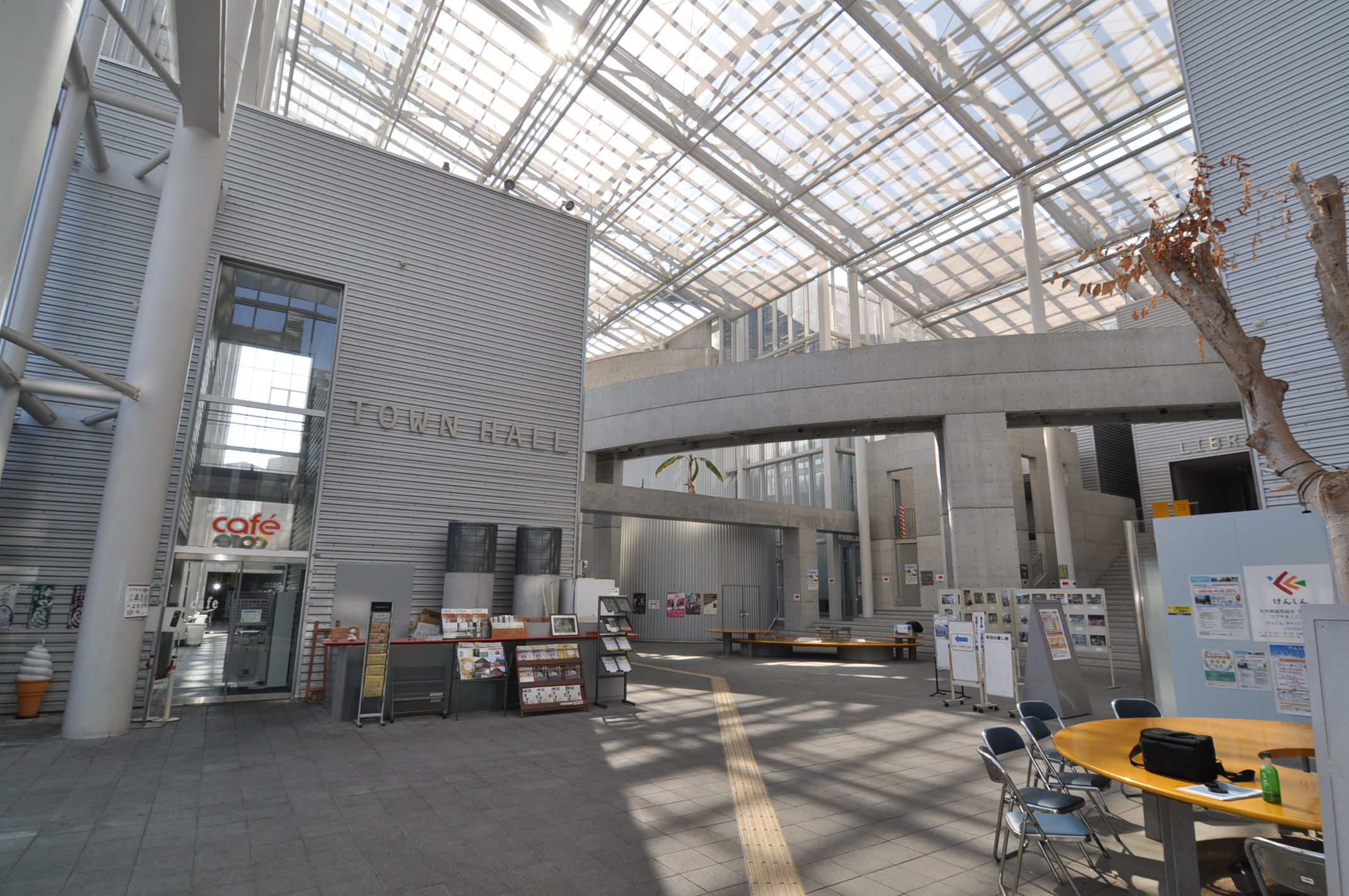
館内（タウンホール）

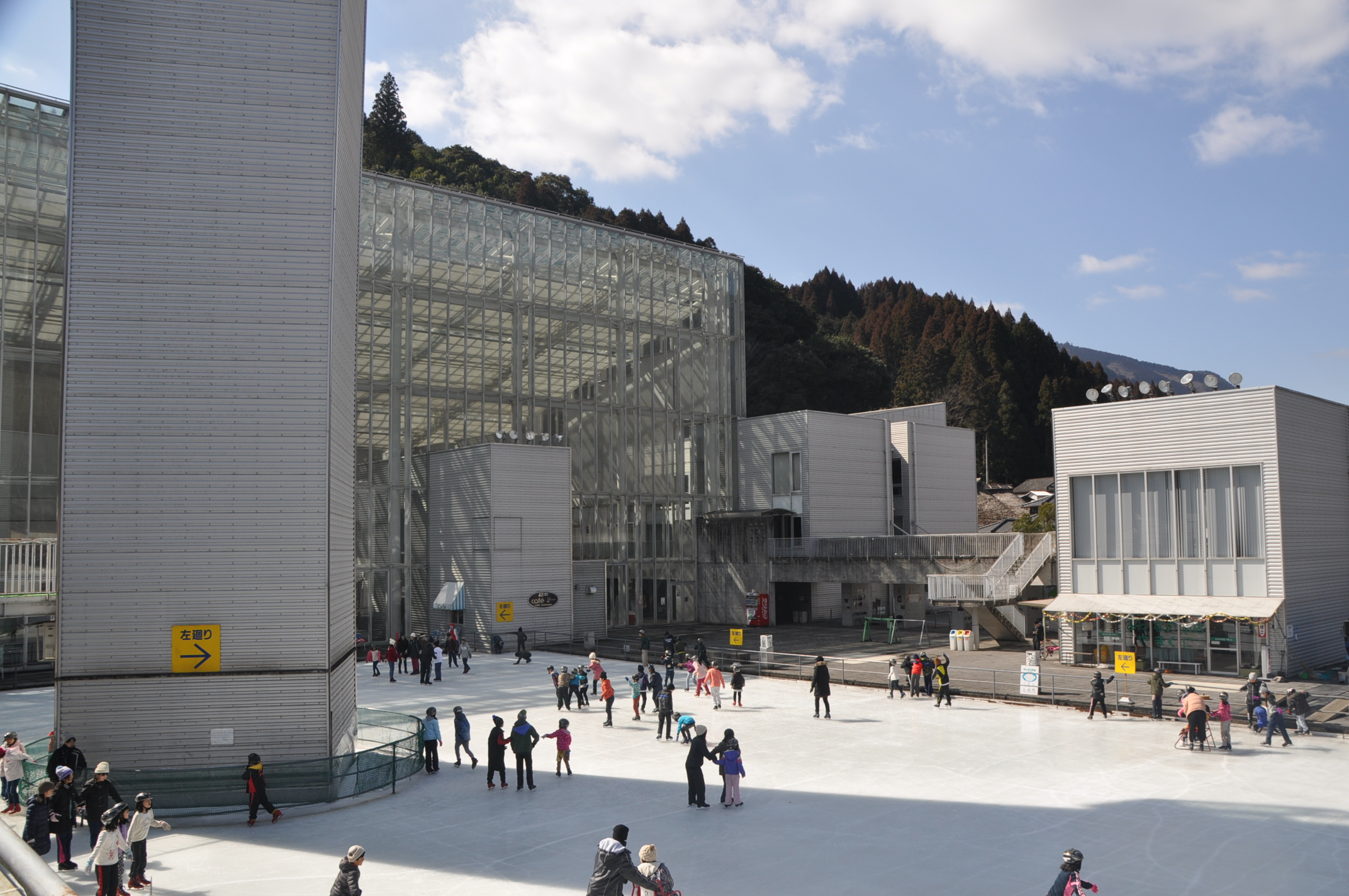
スケートリンク

- 所在地 - 大分県中津市山国町守実130番地
- 設計 - 栗生明＋栗生総合計画事務所[4]
- 用途 - 文化施設[4]
- 構造 - 鉄筋コンクリート造、鉄骨造[4]
- 竣工年 - 1996年（平成8年）3月
- 受賞[5]
  - 第7回公共建築賞特別賞
  - 第5回アルカシア建築賞公共施設部門佳作

## コアやまくに内の施設
- 中津市役所山国支所
- 山国図書館[注釈 2]
- アトリエ棟
  - 会議室
  - 料理工房
  - 和室
  - プレイルーム
- シアター
- タウンホール
- ギャラリー
- タワー（シンボル塔、全高53.5 m、展望43 m[2]）
- カフェ
- スケート場 - インラインスケート場（夏季） / アイススケート場（冬期）

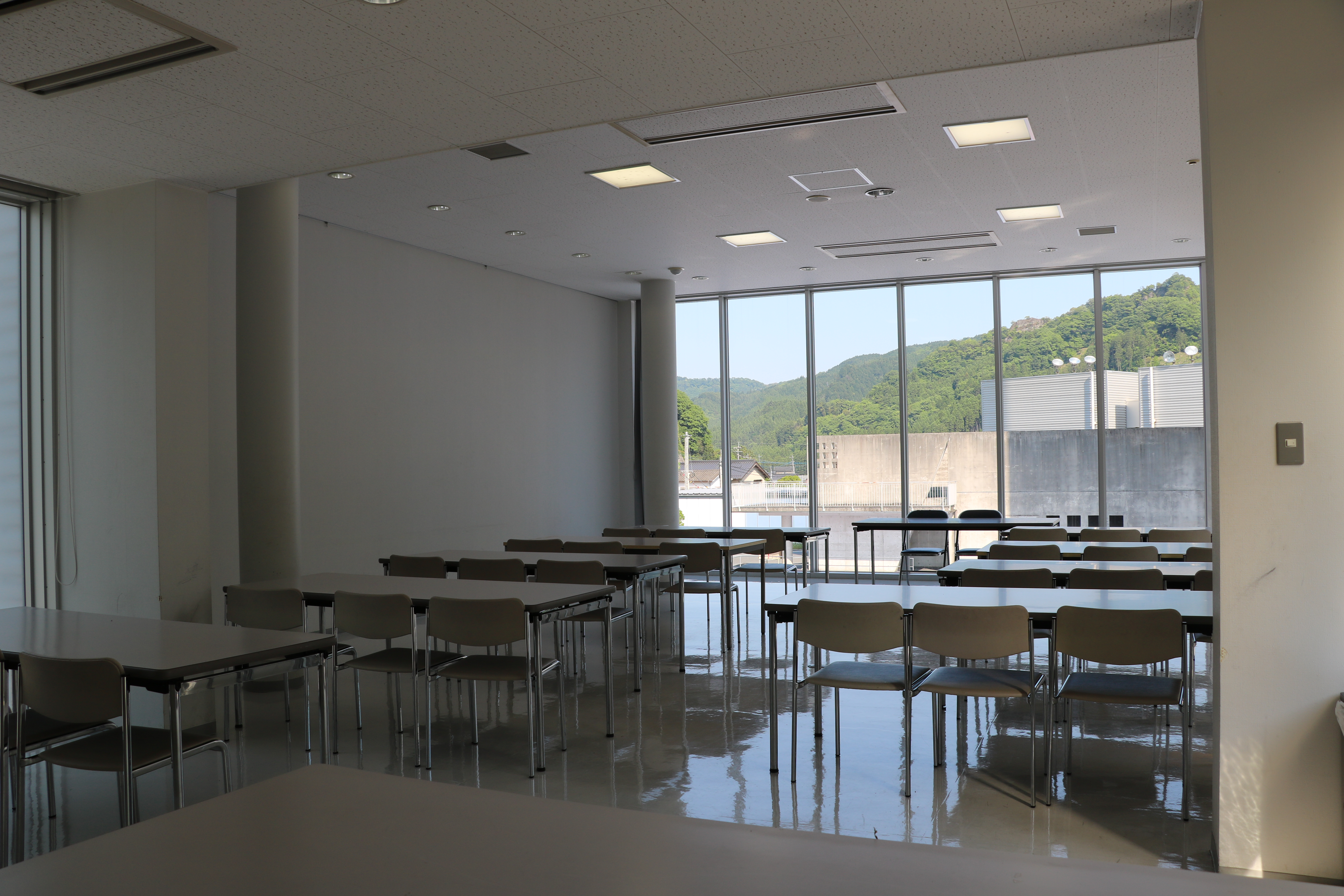
会議室
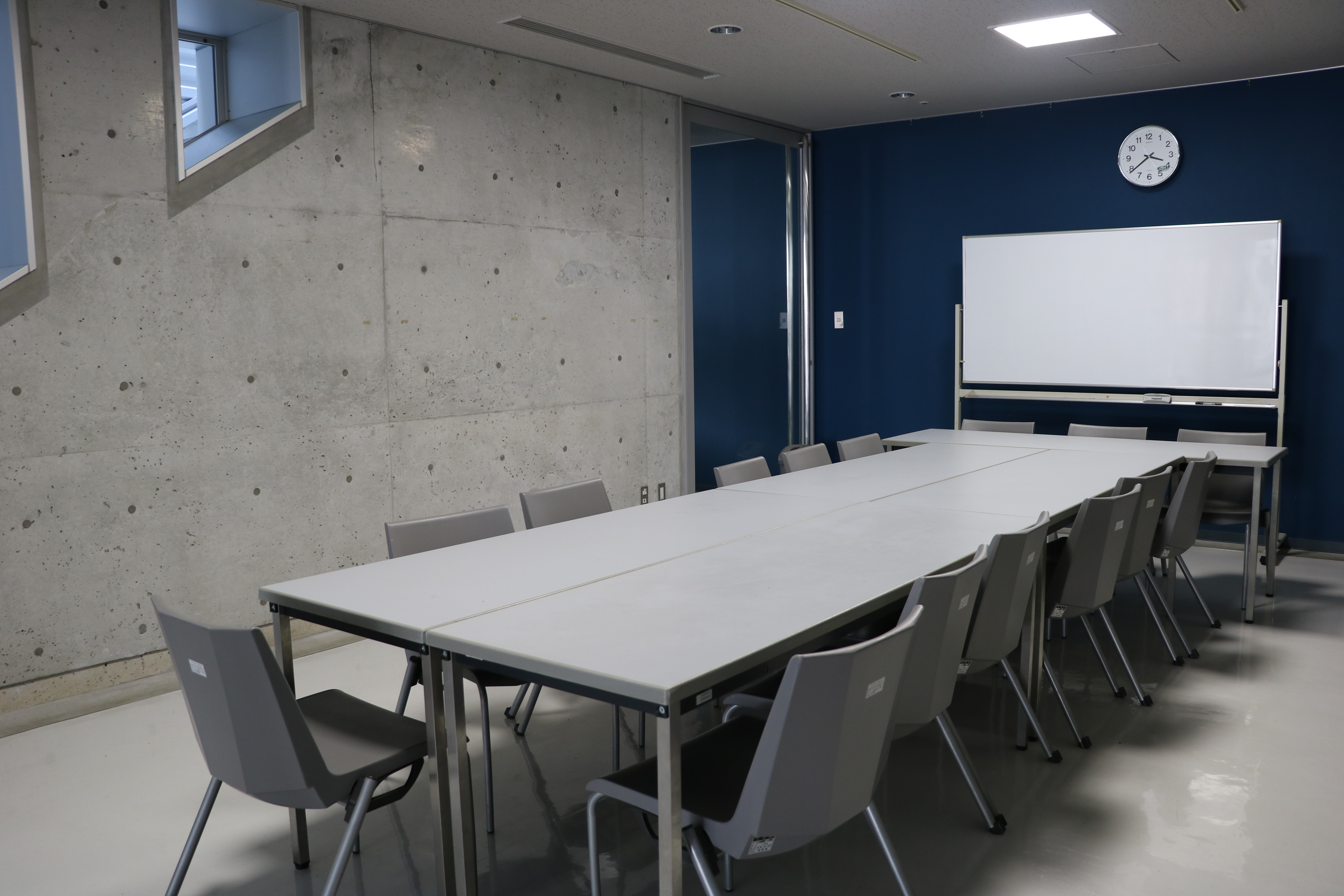
小会議室
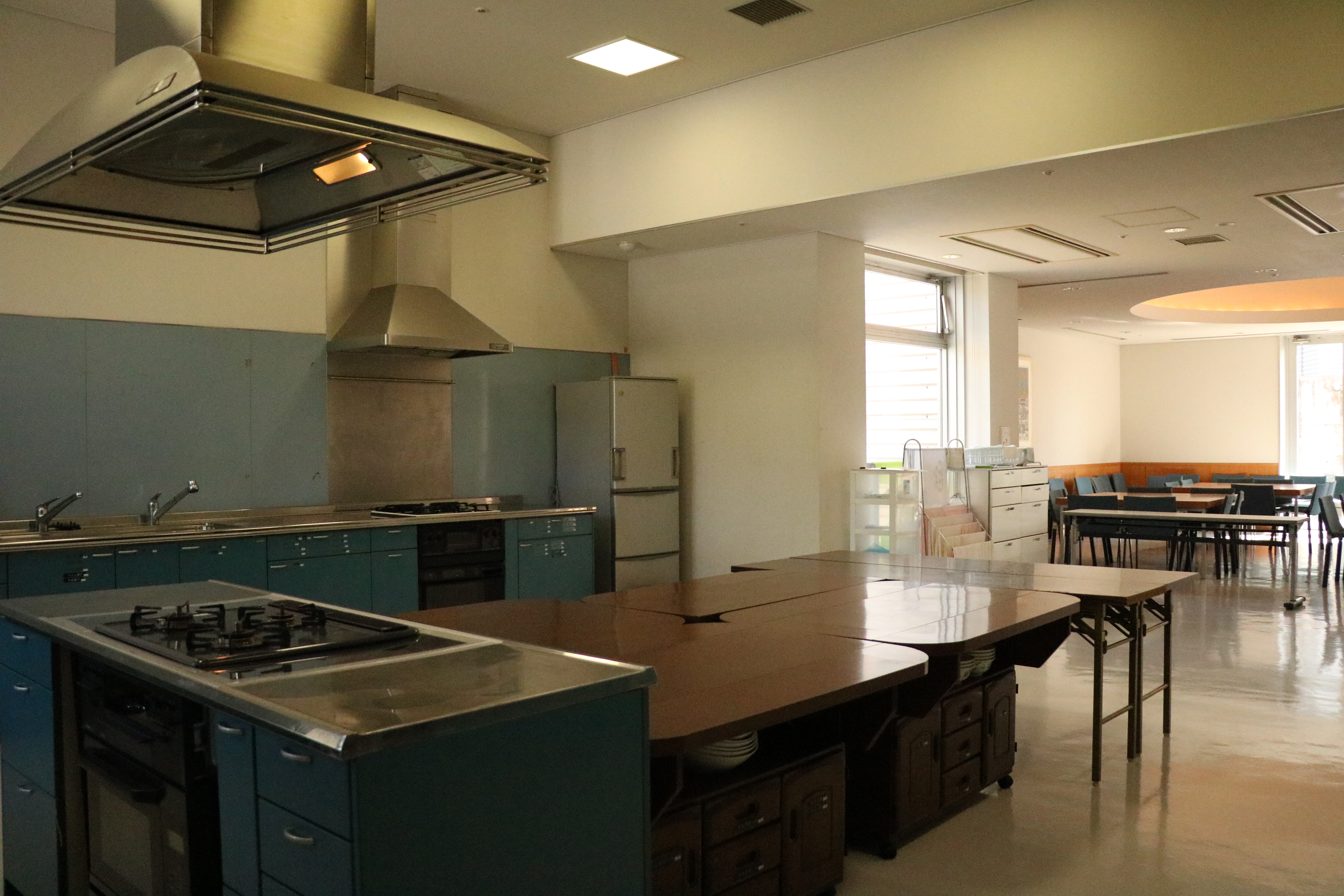
料理工房
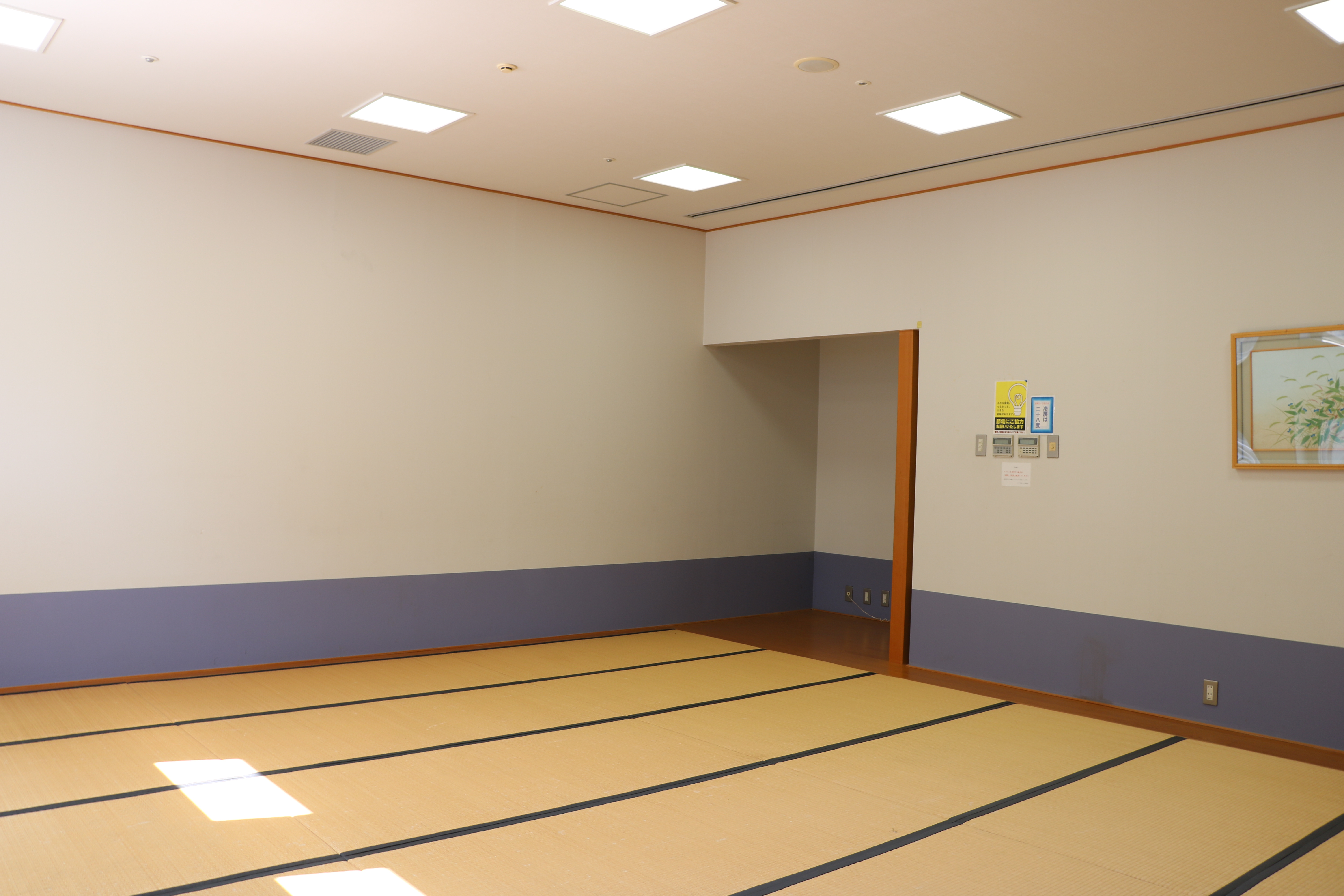
和室
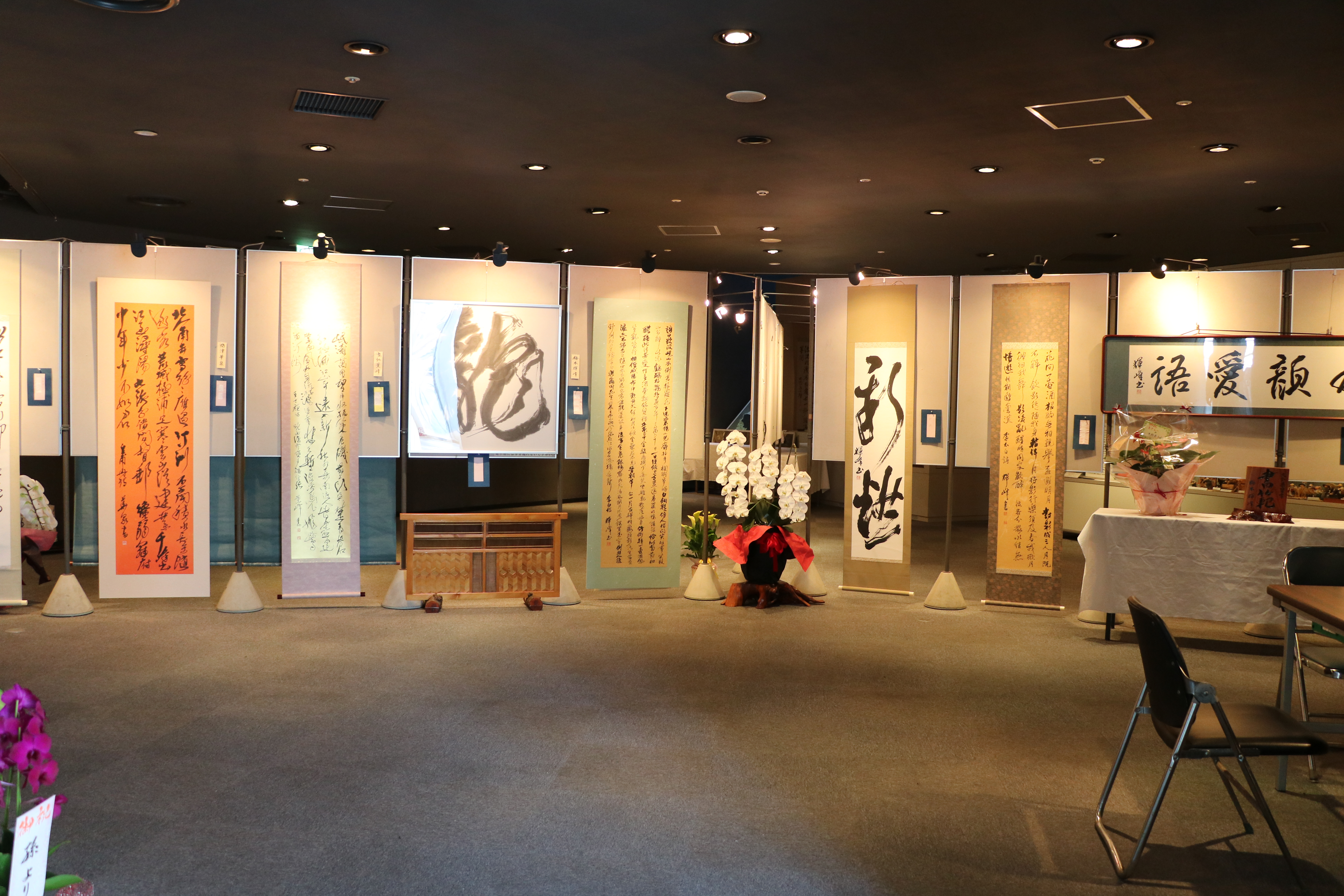
ギャラリー
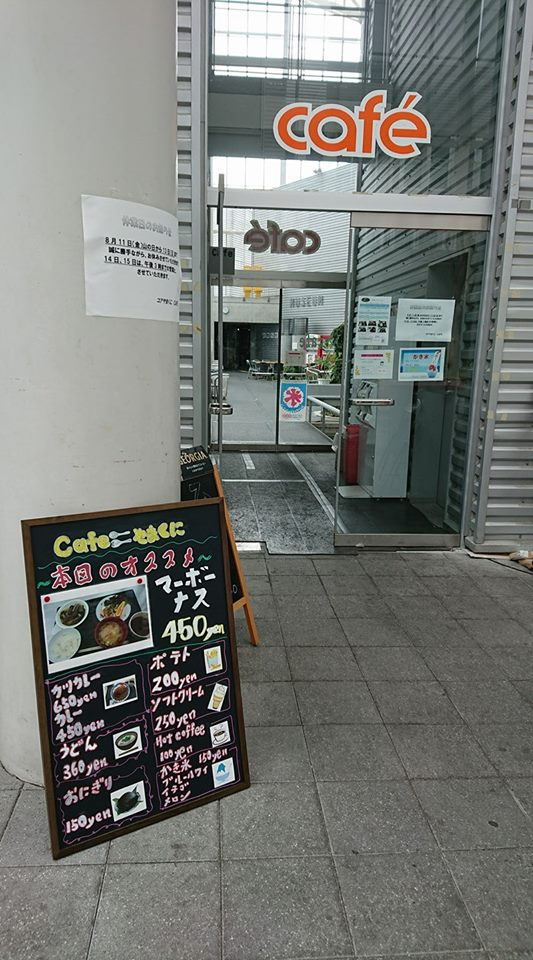
カフェ